# Air Tahiti Nui
Air Tahiti Nui – linie lotnicze francuskiego terytorium zależnego Polinezji Francuskiej z siedzibą w Papeete, założone w 1996. Obsługują połączenia do Japonii, Francji, USA oraz Oceanii. Głównym hubem jest port lotniczy Faaa.
Agencja ratingowa Skytrax przyznała liniom trzy gwiazdki.

## Flota
Według stanu na kwiecień 2025 flota Air Tahiti Nui składała się z 4 samolotów o średnim wieku 6,1 lat:

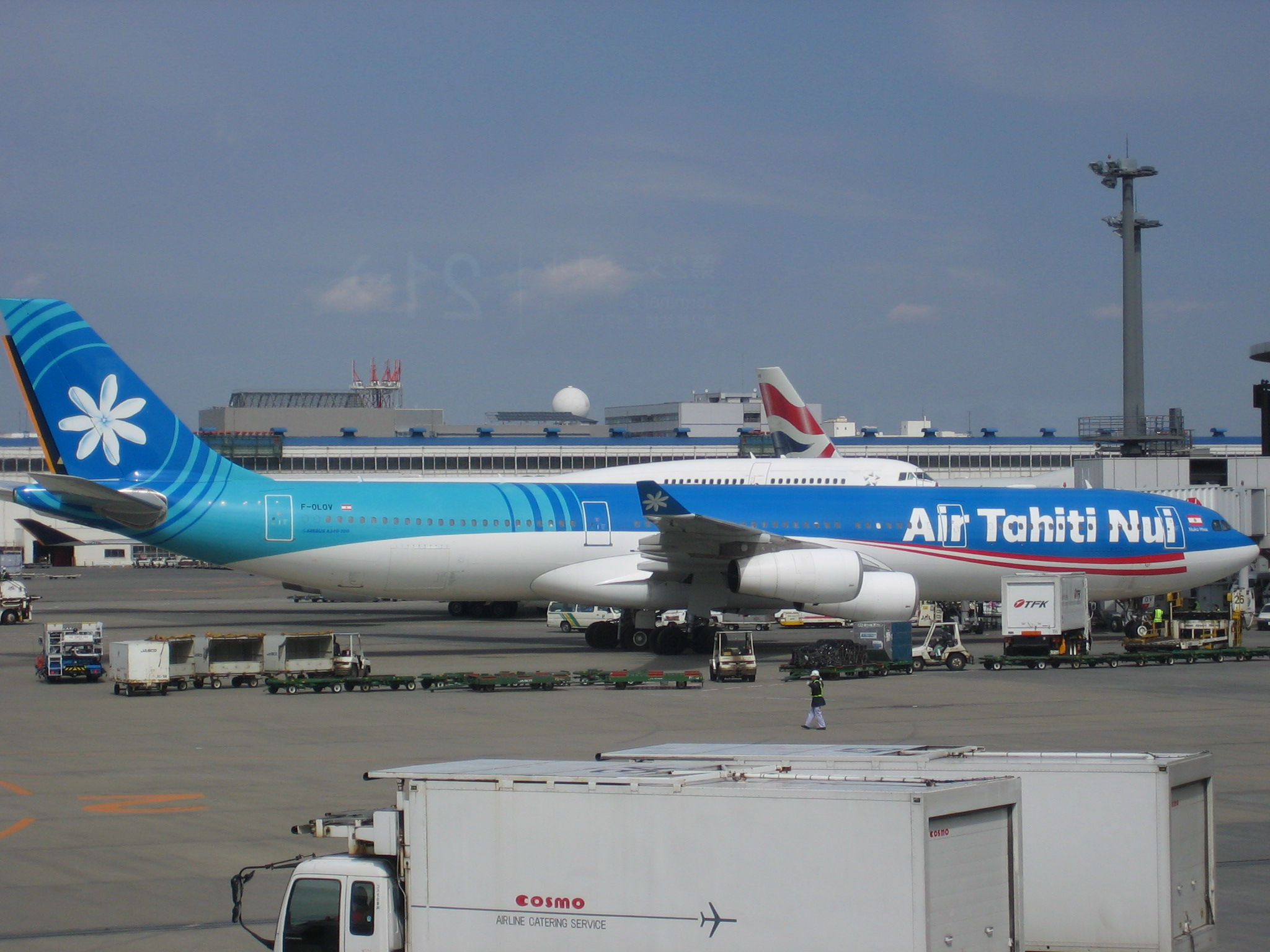
Nieeksploatowany już przez linie Airbus A340

| Samolot      | Samolot | Samolot   | Liczba miejsc | Liczba miejsc | Liczba miejsc | Liczba miejsc | Uwagi |
| Model        | Aktywne | Zamówione | B             | P             | E             | Łącznie       | Uwagi |
| ------------ | ------- | --------- | ------------- | ------------- | ------------- | ------------- | ----- |
| Boeing 787-9 | 4       | -         | 30            | 32            | 232           | 294           |       |
| Łącznie      | 4       | 0         |               |               |               |               |       |

## Porty docelowe
Według stanu na kwiecień 2025 Air Tahiti Nui realizuje połączenia do 6 portów lotniczych w 5 krajach i terytoriach, na 4 kontynentach.